# 보국회
보국회(保國會)는 중국 청(淸) 무술변법(戊戌變法) 시기에 수립된 정치 단체이다.

## 연혁
광서(光緖) 23년 10월(양력 1897년 11월), 독일 제국이 오늘날 칭다오시(靑島)에 소재한 교주만조차지(膠州灣租借地) 혹은 교오지구(膠澳地區)를 강점하자, 중국은 서방 각국이 분열 점령할 위기에 처하였고 국내에는 자강개혁(自强改革)의 목소리가 커져만 갔다. 캉유웨이 등의 추진 하에 북경(베이징, 北京)에 주재하는 각 성(省) 인사들이 월학회(粤學會, 광동), 촉학회(蜀學會, 사천), 민학회(閩學會, 복건), 관학회(關學會, 섬서) 등 저마다 학회를 세웠다. 회마다 연합을 이뤄 '하나의 큰 학회를 이루고 나라의 원한을 풀자(成一大會, 以伸國憤)'고 결의하였다.
1898년 4월 12일, 보국회는 북경에서 수립되었다. 『보국회장정(保國會章程)』 30개조를 의정하였는데, “보국(保國)”, “보종(保種)”, “보교(保教)”를 종지(宗旨)로 삼았다. 보국은 “국가의 정권과 토지를 보호한다(保國家之政權·土地)”는 뜻이다. 보종은 “인민 인종의 자립을 보전한다(保人民種類之自立)”는 뜻이다. 보교는 “유학의 존속을 지킨다(保聖教之不失)”는 뜻이다. 보국회의 활동은 주로 변법(變法), 외교(外交), 경제(經濟) 등 방면에 집중되어 있으며, 정부의 국가 통치에 협조하기를 희망하였다. 보국회는 북경과 상해(상하이, 上海)에 총회를 설치하고 각 성, 부(府), 현(縣)에 분회(分會)를 설치하기로 기로 의결하였으니, 중국 근대사상 최초의 정당 원형이다.
보국회는 세 번 집회를 열었고, 이어 보전회(保滇會), 보절회(保浙會), 보천회(保川會) 등이 이어서 조직되었다. 이런 활동은 곧 청 정부 수구파(守舊派)의 공격을 받았다. 홍가(洪嘉), 손호(孫灝), 반경란(潘慶瀾) 등이 계속 직접 공격하면서 “권리를 독점하고 사단을 일으킨다(攬權生事)”, 중국 분열을 촉진한다(促进中國分裂), “반역을 일으킨다(形同叛逆)”고 질책하였다. 이후 보국회는 활동을 중지하고 사실상 해산하였다.

## 같이 보기
- 강유위
- 무술변법